# А’Студио
A’Studio (также А-Студио) — советская, казахстанская и российская музыкальная группа.
Состав группы неоднократно менялся. Группу создал казахстанский музыкант Байгали Серкебаев, сын оперного певца Ермека Серкебаева. До 1987 года группа аккомпанировала Розе Рымбаевой. На август 2024 года в коллективе участвуют пять человек: Байгали Серкебаев (клавишные, музыкальный продюсер, автор песен), Владимир Миклошич (бас-гитара), Кети Топурия (солистка), Евгений Дальский (ударные) и Сергей Кумин (гитарист).

## История
История группы началась в 1982 году, когда Байгали Серкебаев собрал новый состав группы «Арай», аккомпанировавшей эстрадной певице Розе Рымбаевой. Коллектив исполнял инструментальные композиции в стиле джаз-рок, записал три виниловые пластинки на лейбле «Мелодия», выиграл Всесоюзный конкурс артистов эстрады. В 1987 году коллектив решает начать самостоятельную карьеру под названием «Алмата». В 1988 году выходит пластинка «Путь без остановок» («Тоқтаусыз жол»), включающая стили джаз, фанк и казахскую народную музыку; в дальнейшем коллектив берёт название «Алмата-студио».
Песня «Джулия», написанная летом 1989 года, вызывает интерес А. Б. Пугачёвой, и она приглашает коллектив в свой «Театр песни». Название группы сократилось до «А-Студио» (в дальнейшем — А’Студио). Всесоюзный дебют группы состоялся в 1990 году в телепрограмме «Рождественские встречи». На место гитариста Булата Сыздыкова приходит Баглан Садвакасов, место вокалиста Наджиба Вильданова занимает саксофонист группы Батырхан Шукенов. В «Театре песни» Аллы Пугачёвой коллектив работал до 1994 года.
Батырхан Шукенов был вокалистом и лицом группы до 2000 года; наиболее известные песни того периода — «Джулия», а также созданные в соавторстве с известным казахстанским поэтом и композитором Еркешем Шакеевым — «Нелюбимая», «Белая река», «Стоп, ночь», «Солдат Любви». 31 октября 2000 года в городе Казани состоялся последний концерт «А’Студио» с участием Шукенова, после чего он покинул коллектив и занялся сольной карьерой.
На место Шукенова была принята Полина Гриффис, с которой музыканты познакомились в 1995 году в США. Её дебют состоялся в клипе на песню «Такие дела», который снимался весной 2001 года. В начале августа того же года в Санкт-Петербурге под руководством Олега Гусева прошли съёмки клипа на англоязычную композицию «S.O.S.». Автором текста к песне «S.O.S.» выступила Полина Гриффис, музыку написал Байгали Серкебаев. 24 октября в московском клубе «Тропикана» состоялась презентация сингла. 19 ноября в клубе «Мираж» «А’Студио» представили альбом под названием «Такие дела», в который вошли 12 композиций, а также видеоклип на заглавный трек и видео на песню «S.O.S.». 5 июня 2002 года в ресторане «Шенген» группа отпраздновала 15-летие.
В мае 2004 года на радиостанциях состоялась премьера композиции «Ночь-подруга», в которой основные вокальные партии исполнил гитарист Баглан Садвакасов. В начале августа под Санкт-Петербургом прошли съёмки клипа на эту песню, режиссёром которого выступил Олег Гусев. Ролик был снят без участия Полины Гриффис, поскольку в песне солирует Садвакасов. В сентябре Гриффис покинула коллектив, решив заняться сольной карьерой. В декабре в Петербурге состоялись съёмки клипа на песню «Ты».
В начале 2005 года место основной вокалистки в группе заняла Кети Топурия. В мае коллектив выпустил клип на песню «Улетаю». В июле состоялся релиз одноимённого альбома.
2 августа 2006 года композитор, гитарист и солист Баглан Садвакасов, который до этого был в составе группы на протяжении 17 лет, погиб в автокатастрофе в Москве. В коллективе Баглана заменил его сын — Тамерлан Садвакасов. 17 октября в развлекательном комплексе «Метелица» состоялся вечер памяти Баглана Садвакасова, в котором, помимо группы «А’Студио», приняли участие различные приглашённые артисты. В том же месяце прошли съёмки клипа на композицию «Ещё люблю».
27 января 2007 года в городе Алма-Ате «А’Студио» получили награду «Платиновый Тарлан» за свой вклад в музыку Казахстана. В начале апреля в Москве был снят клип на песню «Бегу к тебе», режиссёром которого выступил Евгений Курицын. В том же месяце место Тамерлана Садвакасова в группе занял Фёдор Досумов, который записал партию гитары в композиции «Бегу к тебе» и снялся в ролике. В мае «А’Студио» представили альбом под названием «905». В начале сентября в Санкт-Петербурге под руководством Александра Игудина прошли съёмки видеоклипа на песню «Ангел». 4 октября на церемонии награждения MTV RMA-2007 «А’Студио» одержали победу в номинации «Лучшая группа». 18 ноября, по случаю 20-летия «А’Студио», в Кремлёвском дворце в Москве состоялся юбилейный сольный концерт группы, в котором также приняли участие бывшие вокалисты коллектива — Батырхан Шукенов и Полина Гриффис. В декабре был выпущен сборник лучших песен XX, куда, помимо двадцати треков, вошли восемнадцать видеоклипов.
В начале 2008 года «А’Студио» совместно с группой «Отпетые мошенники» записали песню «Сердцем к сердцу», музыку к которой написал Том Хаос, а слова — Сергей Аморалов. В марте в городе Ташкенте под руководством кинорежиссёра Баходыра Юлдашева прошли съёмки клипа на эту композицию. 5 ноября в Национальном дворце искусств «Украина» в Киеве состоялся большой сольный концерт коллектива в рамках 20-летия. С 7 по 9 ноября в московском концертном зале «Мир» группа выступила с сольными концертами «Осень рисует». 6 марта 2009 года «А’Студио» дали сольный концерт на сцене клуба «Б-1 Максимум». В июне того же года коллектив был номинирован на Премию Муз-ТВ в категориях «Лучшая поп-группа» и «Лучший дуэт» за песню «Сердцем к сердцу», но победить не удалось.
24 апреля 2010 года группа дала сольный концерт в Crocus City Hall в честь выхода альбома «Волны». В июне на Премии Муз-ТВ 2010 «А’студио» были признаны лучшей поп-группой. В конце августа-начале сентября в Киеве под руководством режиссёра Германа Глинского прошли съёмки клипа на песню «Fashion Girl». 3 сентября коллектив провёл автограф-сессию в поддержку пересведённой версии альбома «Волны», над которой работал британский звукорежиссёр Гай Мэйси на лондонской студии Metropolis. 24 сентября в немецком городе Мангейме стартовал совместный тур «А’Студио» и Стаса Пьехи по Германии, который проходил в рамках программы «Дуэт звёзд. Лучшее». Гастроли завершились 3 октября в городе Ганновере. 23 ноября в Emporio Cafe состоялась презентация клипа «Fashion Girl». В июне 2011 года «А’Студио» были вновь признаны лучшей поп-группой на Премии Муз-ТВ 2011. Пластинка «Волны» была представлена в номинации «Лучший альбом», но уступила Сергею Лазареву с его альбомом Electric Touch. 22 октября в клубе Soho Rooms состоялась презентация ремикса на песню «Fashion Girl» от американского ди-джей-проекта Mysto & Pizzi.
23 апреля 2012 года в Кремле состоялся юбилейный концерт в честь 25-летия группы, в котором также принял участие Батырхан Шукенов. 5 ноября в аэропорту Внуково прошли съёмки клипа на песню «Раз и навсегда», записанную совместно с группой XXL. Композиция вошла в саундтрек к кинофильму «Бригада. Наследник». 12 декабря «А’Студио» приняли участие в благотворительном концерте «Звёзды детям» от телеканала Муз-ТВ. В январе 2013 года в Санкт-Петербурге был снят клип на композицию «Папа, мама»; режиссёром видео выступил Олег Гусев, а музыку к песне написал Игорь Крутой, который также снялся в ролике. В феврале состоялась премьера клипа в YouTube. 13 ноября в Большом концертном зале «Октябрьский» в Петербурге группа дала сольный концерт, посвящённый своему 25-летию. В декабре была представлена песня «The Only Thing», записанная в дуэте с датским музыкантом Томасом Невергрином, который выступил автором трека.
31 января 2014 года «А’Студио» дали сольный концерт в московском клубе «Б-2». В феврале коллектив выступил на Зимних играх в Сочи. В том же месяце был снят клип на песню «The Only Thing» с Томасом Невергрином. 27 февраля на церемонии TopHit Music Awards «А’Студио» получили награду «Радиовзлёт-2013». 16 мая коллектив представил вторую совместную работу с Томасом Невергрином — видеоклип на композицию «Falling for You». В июне группа стала лауреатом Премии Муз-ТВ в номинации «Лучший дуэт» (за песню «Папа, мама» с Игорем Крутым). 25 октября группа дала концерт в Crocus City Hall в рамках программы Symphony’A, который проходил в сопровождении Симфонического оркестра Алматы под управлением профессора Бирмингемской консерватории Марата Бисенгалиева.
14 февраля 2015 года на концерте телеканала «Муз-ТВ» коллектив представил композицию «Вот она любовь», музыку к которой написал композитор Гиги Квенетадзе, а слова — Ольга Жаровая. 23 февраля на премии «Звуковая дорожка» «А’Студио» удостоились награды в номинации «Группа года». 28 апреля умер первый солист группы Батырхан Шукенов. 10 июня на официальном канале коллектива в YouTube состоялась премьера клипа на песню «Вот она любовь».
4 марта 2016 года «А’Студио» совместно с хип-хоп-коллективом Centr выпустили песню «Далеко». 21 марта состоялась премьера клипа на эту песню. Режиссёром ролика выступил Алексей Голубев. 7 декабря коллектив стал лауреатом Российской Национальной Музыкальной Премии в номинации «Лучшая поп-группа».
8 февраля 2017 года «А’Студио» выпустили клип на песню «Только с тобой», снятый Евгением Курицыным. Музыку к этой композиции написали Игорь Крутой и Байгали Серкебаев, а слова — Сергей Ревтов, Лара Д’Элиа и Владимир Миклошич. С 15 по 29 августа группа провела серию из четырнадцати концертов-шоу Powered by Music в Астане, которые были посвящены 30-летию группы. Позднее, в этом же году, группа выступила с юбилейными концертами в честь своего 30-летия в Москве, Санкт-Петербурге и других городах России; в частности, два больших концерта прошли 10 и 11 ноября в Crocus City Hall. 8 сентября состоялась премьера видеоклипа на песню «Если ты рядом» совместно с Эмином Агаларовым, а 20 октября коллектив представил композицию «Тик-так».
4 марта 2018 года «А’Студио» и Эмин Агаларов победили в номинации «Дуэт года» на премии «Жара Music Awards». 8 июня коллектив получил награду за лучшее концертное шоу на Премии Муз-ТВ. 5 сентября в рамках фестиваля «Новая волна» состоялся творческий вечер группы «А’Студио», на котором музыканты исполнили хиты прошлых лет. 7 декабря коллектив удостоился Российской Национальной Музыкальной Премии в категории «Лучшая поп-группа». 25 мая 2019 года «А’Студио» и группа The Jigits получили награду от телеканала RU.TV за кавер-версию композиции Леонида Агутина «Прощай». 21 июня того же года коллектив выпустил клип на песню «Хамелеоны». 12 октября группа посетила шоу «Квартирник у Маргулиса» на телеканале НТВ.
22 мая 2020 года «А’Студио» представили сингл «Остров», приуроченный к 33-му дню рождения коллектива. 27 июля состоялась премьера анимационного клипа на эту песню, сценарий к которому написал Байгали Серкебаев, а режиссёрами выступили итальянские аниматоры Дэнни Сауро и Лука Баттиато. 29 октября группа выступила композицию и клип «Се ля ви», снятый Евгением Курицыным. 2 июля 2021 года вышел сингл «Дискотека», написанный Байгали Серкебаевым и солистом группы «Динамит» Ильёй Зудиным. 17 декабря того же года состоялась премьера песни «Мосты», записанной совместно с казахстанским исполнителем M’Dee.

## Состав

### Текущий состав
- Кети Топурия — вокал, голос (с 2005)
- Байгали Серкебаев — клавишные, аранжировки, автор, музыка, вокал (с 1987)
- Владимир Миклошич — бас-гитара, бэк-вокал, музыка, автор (с 1987)

### Сессионные музыканты
- Сергей Кумин — лидер и акустические гитары
- Андрей Косинский — клавишные, бэк-вокал
- Евгений Дальский — ударные, бас-барабан
- Сергей Харута — клавишные (1996—2005)

### Бывшие участники
- Сагнай Абдуллин — ударные (1987—1989)
- Наджиб Вильданов — вокал (1987—1989)
- Булат Сыздыков — гитара (1987—1989; умер в 2016 году)
- Батырхан Шукенов — вокал, саксофон (1987—2000, 2007, 2012; умер в 2015 году[63])
- Полина Гриффис — вокал (2001—2004)
- Баглан Садвакасов — гитара (1989—2006; умер в 2006 году)
- Тамерлан Садвакасов — гитара (2006—2007)
- Фёдор Досумов — гитара (2007—2012)

| Период      | Состав                             | Состав            | Состав            | Состав              | Состав           | Состав          |
| Период      | Вокал                              | Клавишные         | Бас-гитара        | Гитара              | Саксофон         | Ударные         |
| ----------- | ---------------------------------- | ----------------- | ----------------- | ------------------- | ---------------- | --------------- |
| 1987 — 1989 | Наджиб Вильданов, Батырхан Шукенов | Байгали Серкебаев | Владимир Миклошич | Булат Сыздыков      | Батырхан Шукенов | Сагнай Абдуллин |
| 1989 — 1990 | Батырхан Шукенов                   | Байгали Серкебаев | Владимир Миклошич | Баглан Садвакасов   | Батырхан Шукенов |                 |
| 1990 — 2000 | Батырхан Шукенов                   | Байгали Серкебаев | Владимир Миклошич | Баглан Садвакасов   | Батырхан Шукенов |                 |
| 2001 — 2004 | Полина Гриффис                     | Байгали Серкебаев | Владимир Миклошич | Баглан Садвакасов   |                  |                 |
| 2005 — 2006 | Кети Топурия                       | Байгали Серкебаев | Владимир Миклошич | Баглан Садвакасов   |                  |                 |
| 2006 — 2007 | Кети Топурия                       | Байгали Серкебаев | Владимир Миклошич | Тамерлан Садвакасов |                  |                 |
| 2007 — 2012 | Кети Топурия                       | Байгали Серкебаев | Владимир Миклошич | Фёдор Досумов       |                  |                 |
| 2012 — н.в. | Кети Топурия                       | Байгали Серкебаев | Владимир Миклошич | Сергей Кумин        | Евгений Дальский |                 |

## Дискография

### Альбомы
- 1988 — «Путь без остановок», фирма «Мелодия»
- 1990 — «Джулия», «Русский Диск»
- 1993 — «A`СТУДИО», Jeff Records
- 1994 — «Солдат любви», студия «Союз»
- 1995 — «A`STUDIO LIVE», студия «Союз»
- 1996 — «Нелюбимая», студия «Союз»
- 1997 — «The Best», студия «Союз»
- 1998 — «Грешная страсть», «ОРТ-Рекордз»
- 2001 — «S.O.S.», NOX Music
- 2001 — «Такие дела», NOX Music
- 2005 — «Улетаю», Veter Entertainment
- 2007 — «905», Veter Entertainment
- 2007 — «ХХ», Veter Entertainment
- 2007 — DVD «Total», Veter Entertainment
- 2007 — MP3 «Total», Veter Entertainment
- 2010 — «Волны», CD Land Records
- 2015 — «Концерт в Кремле 25 лет», Digital Project
- 2022 — «А’21»

### Радиосинглы
| Год  | Название                                     | Чарты           | Чарты          | Чарты            |
| Год  | Название                                     | RUS             | Moscow Airplay | Итоговый годовой |
| ---- | -------------------------------------------- | --------------- | -------------- | ---------------- |
| 2004 | «Ночь-подруга»                               | 2               | —              | 29               |
| 2005 | «Улетаю»                                     | 2               | 3              | 1                |
| 2005 | «2 Половинки»                                | 46              | —              | —                |
| 2006 | «Ещё люблю»                                  | 1               | 1              | 30               |
| 2007 | «Бегу к тебе»                                | 18              | 33             | 76               |
| 2007 | «Ангел» (Памяти Баглана Садвакасова)         | 11              | 33             | 87               |
| 2008 | «Душа»                                       | 32              | 32             | —                |
| 2008 | «Сердцем к сердцу» (feat. Отпетые Мошенники) | 24              | 34             | 95               |
| 2009 | «Так же как все» («Песенка про меня»)        | 5               | 18             | 10               |
| 2010 | «Это война»                                  | 175             | —              | —                |
| 2010 | «Fashion Girl»                               | 23              | 21             | —                |
|      |                                              | Radio & YouTube | Top Radio      | YouTube          |
| 2012 | «Просто прощай»                              | —               | 102            | —                |
| 2013 | «Папа, мама»                                 | 242             | 5              | 285              |
| 2015 | «Вот она любовь»                             | 49              | 40             | —                |
| 2017 | «Только с тобой»                             | 42              | 37             | 55               |
| 2018 | «Тик-так»                                    | 47              | 36             | 14               |
| 2018 | «Прощай» (feat. The Jigits)                  | 115             | 55             | —                |

«—» песня отсутствовала в чарте

## Видеография
| Год  | Клип                                                      | Режиссёр                              | Альбом            |
| ---- | --------------------------------------------------------- | ------------------------------------- | ----------------- |
| 1989 | «Джулия»                                                  | Алексей Беркович                      | «A’Studio»        |
| 1991 | «Белая река»                                              | Алексей Беркович                      | «Джулия»          |
| 1992 | «Стоп, ночь!»                                             | Алексей Беркович                      | «Солдат любви»    |
| 1993 | «Солдат любви»                                            |                                       | «Солдат любви»    |
| 1995 | «Эти тёплые летние дни»                                   |                                       | «Солдат любви»    |
| 1996 | «Нелюбимая»                                               | «Нелюбимая»                           |                   |
| 1998 | «Грешная страсть»                                         | Михаил Хлебородов                     | «Грешная страсть» |
| 1998 | «Снег в пустыне»                                          | Анатолий Берсенев                     | «Грешная страсть» |
| 2000 | «Виртуальная любовь»                                      | Сергей Баженов                        |                   |
| 2001 | «Такие дела»                                              | Глеб Орлов                            | «Такие дела»      |
| 2001 | «SOS»                                                     | Олег Гусев                            | «Такие дела»      |
| 2002 | «Помни это»                                               |                                       | «Такие дела»      |
| 2004 | «Ночь-подруга»                                            | Олег Гусев                            | «Улетаю»          |
| 2005 | «Ты»                                                      | Олег Гусев                            | «Улетаю»          |
| 2005 | «Улетаю»                                                  | Резо Гигинеишвили                     | «Улетаю»          |
| 2006 | «Ещё люблю»                                               | Глеб Орлов                            | «905»             |
| 2007 | «Бегу к тебе»                                             | Евгений Курицын                       | «905»             |
| 2007 | «Ангел»                                                   | Александр Игудин                      | «905»             |
| 2008 | «Мой Казахстан» (со всеми звёздами казахстанской эстрады) |                                       |                   |
| 2008 | «Сердцем к сердцу» (feat. Отпетые Мошенники)              | Баходыр Юлдашев                       | «Волны»           |
| 2009 | «Так же как все» («Песенка про меня»)                     | Баходыр Юлдашев                       | «Волны»           |
| 2010 | «Утренняя гимнастика (Будем жить)» (feat. Леонид Руденко) | Александр Бутаков                     |                   |
| 2010 | «Fashion Girl»                                            | Герман Глинский                       | «Волны»           |
| 2012 | «Просто прощай»                                           | Алан Бадоев                           |                   |
| 2013 | «Раз и навсегда» (feat. 3XL Pro)                          | Григорий Скоморовский                 |                   |
| 2013 | «Папа, мама» (feat. Игорь Крутой)                         | Олег Гусев                            |                   |
| 2014 | «The only thing» (feat. Томас Невергрин)                  |                                       |                   |
| 2015 | «Вот она любовь»                                          |                                       |                   |
| 2016 | «Далеко» (feat. Centr)                                    | Алексей Голубев                       |                   |
| 2017 | «Только с тобой»                                          | Евгений Курицын                       |                   |
| 2018 | «Тик-так»                                                 | Вячеслав Кулаев                       |                   |
| 2018 | «Прощай» (feat. The Jigits)                               | Байгали Серкебаев, Алишер Егембердиев |                   |
| 2019 | «Хамелеоны»                                               | Микель Диас                           |                   |
| 2020 | «Остров»                                                  | Дэнни Сауро, Лука Баттиато            | «А’21»            |
| 2020 | «Се ля ви»                                                | Евгений Курицын                       | «А’21»            |
| 2024 | «Smile» (feat. D Billions)                                | Манас Абиш                            |                   |